# Leire Landa Iroz
Leire Landa (Irun, Guipúscoa, 19 de desembre de 1986) és una defensa de futbol basca, amb 26 internacionalitats per Espanya, amb la qual ha jugat l'Eurocopa 2013 i el Mundial 2015.
Després de jugar amb diversos equips, va concloure la seva carrera el 2017 amb el Futbol Club Barcelona.

## Palmarès
| Títols — Seleccions nacionals            |
|                                          |
| Títols — Clubs                           |
| 1 Lliga                                  |
| 1 Copa                                   |
| Reconeixements — Premis                  |
|                                          |
| Reconeixements — Seleccions de jugadores |
|                                          |